# Duck Hunt
Duck Hunt (ダックハント, Dakku Hanto) est un jeu vidéo de tir au pistolet développé et édité par Nintendo. Il est d'abord sorti le 21 avril 1984 au Japon sur Famicom et en Amérique du Nord sur le système d'arcade Vs. System, puis a fait partie des jeux de lancement de la console Nintendo Entertainment System le 18 octobre 1985 en Amérique du Nord, puis est sorti en Europe sur cette même console le 15 août 1987. Il s'agit du premier jeu à exploiter le pistolet de la console, le NES Zapper, qui est utilisée lors d'une chasse au canard virtuelle.
Ce jeu vidéo est le remake du jeu Laser Clay System sorti en 1976. Il s'est vendu à plus de 28 millions d'exemplaires, ce qui en fait le deuxième jeu le plus vendu sur cette console.

## Système de jeu

### Généralités
Duck Hunt est un jeu de tir en vue subjective dans lequel l'objectif est de toucher des cibles mouvantes en visant et tirant vers l'écran du téléviseur avec le NES Zapper. Chaque niveau consiste en un total de dix cibles à toucher. En fonction du mode de jeu choisi, une ou deux cibles apparaissent à l'écran et le joueur dispose de trois essais pour les toucher avant qu'elles ne disparaissent. Le joueur doit réussir à tirer sur un certain nombre de cibles pour arriver au niveau suivant. Ainsi, l'échec se soldera par un game over mettant fin à la partie. La difficulté augmente au fur et à mesure que le joueur avance dans les niveaux.

### Modes de jeu
Le jeu propose trois modes de jeu différents. Le premier consiste à chasser les canards un à la fois. Il est possible dans ce mode de contrôler les canards en branchant une deuxième manette dans la console. Le deuxième mode propose au joueur de chasser des canards deux par deux. Enfin, le troisième mode propose au joueur de tirer sur des pigeons d'argile.

## Développement

### Conception
Duck Hunt est basé sur Laser Clay System, un jeu de 1976. Le studio Nintendo Research & Development 1 a conçu à la fois Duck Hunt et le NES Zapper. Le développement du jeu a été supervisé par Takehiro Izushi et produit par Gunpei Yokoi. La musique a été réalisée par Hirokazu Tanaka, compositeur de plusieurs autres jeux Nintendo,

### Sortie
Duck Hunt a été inclus dans plusieurs cartouche multi-jeux, notamment dans une le regroupant avec Super Mario Bros.. Cette compilation était vendue uniquement en offre groupée dans le pack Action Set de la NES comprenant la console, deux manettes, l'adaptateur secteur, le câble vidéo et/ou antenne, la cartouche de jeu et le NES Zapper,.
Le jeu a également été publié sur le système d'arcade Vs. System.
Il est re-sorti en téléchargement sur la console virtuelle de la Wii U en décembre 2014. Là, la télécommande Wii remplace le NES Zapper pour viser et tirer.

## Accueil

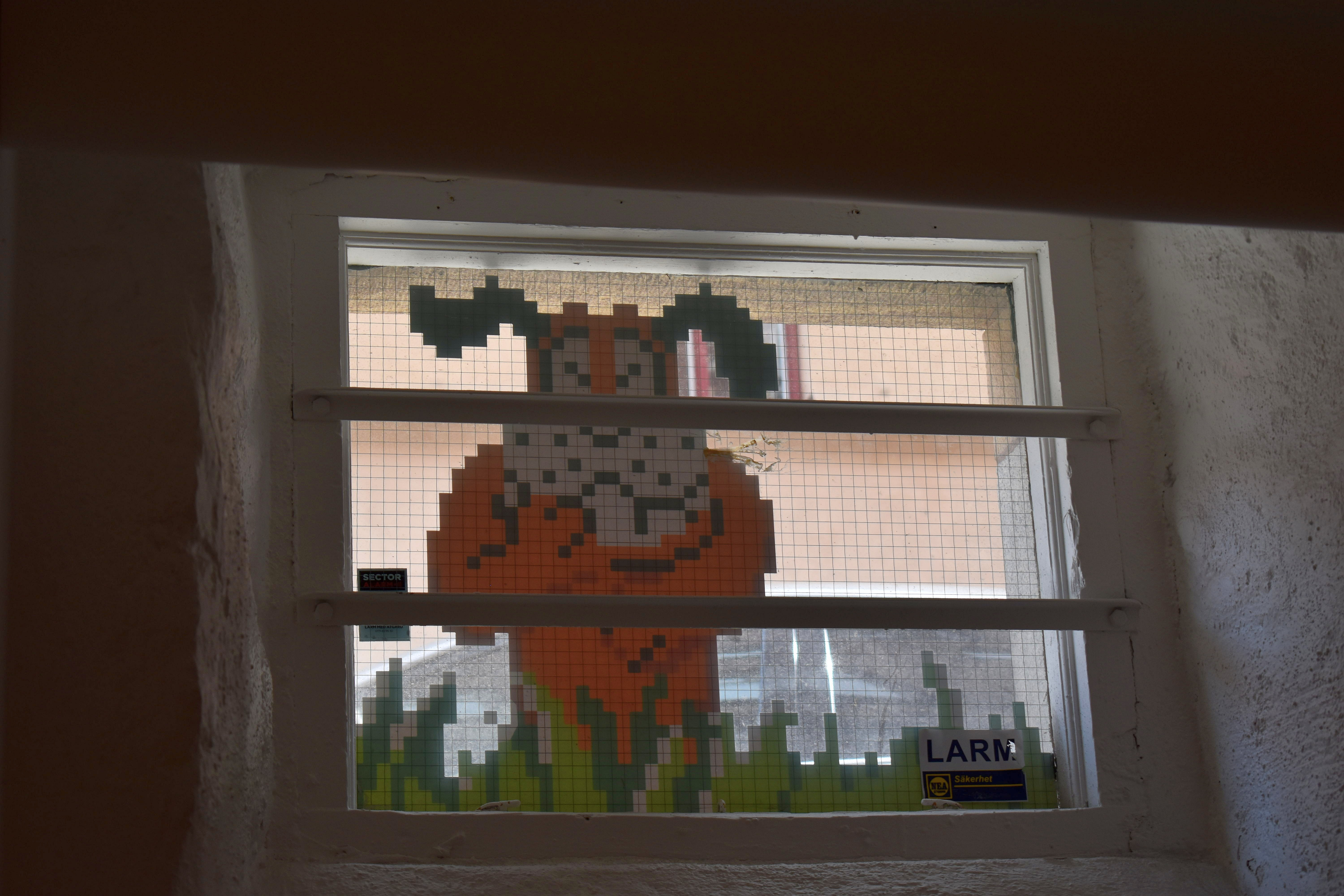
Représentation du chien de Duck Hunt sur une vitre du Stockholms Spelmuseum.

- Tilt : 15/20 (NES)[13]

## Postérité
- Le chien et le canard apparaissent en tant que duo en personnage jouable dans Super Smash Bros. for Nintendo 3DS / for Wii U et Super Smash Bros. Ultimate.
- Le duo a été décliné en figurine amiibo.
- Le chien apparaît dans le jingle (reprenant la musique du jeu) de la série Jeux en Vrac de la chaîne secondaire de Joueur du Grenier.